# J1 Lambaré
Das J1 Lambaré (offiziell Asunción Bowl) ist ein World-Junior-Tennisturnier, das seit 1980 jährlich auf Sandplatz in der Stadt Lambaré innerhalb der Metropolregion der Hauptstadt Paraguays, Asunción, von der International Tennis Federation ausgetragen wird. Es gehört der zweithöchsten Turnierkategorie G1 an.

## Geschichte
1980 wurde auf den Sandplätzen des Yacht Y Golf Club in Lambaré der erste Asunción Bowl ausgetragen. Seit 1994 ist das Turnier Bestandteil der Wettkampfklasse G1 und damit eine der wichtigsten und traditionsreichsten Nachwuchsveranstaltungen Südamerikas. Nachdem der Wettbewerb ursprünglich im März stattfand, wurde er in den letzten Jahren im Turnierkalender kontinuierlich nach vorne verschoben und 2020 erstmals Ende Januar ausgespielt.

## Siegerliste
Spielerinnen und Spieler aus Süd- und Mittelamerika bestimmen die Siegerlisten. Zu den namhaften Gewinnern seit 1993 zählen auf der Seite der Jungen der French-Open-Finalist Guillermo Coria sowie bei den Mädchen die frühere Weltranglistenerste Amélie Mauresmo.

### Einzel
| Jahr                              | Herren                      | Damen                       |
| --------------------------------- | --------------------------- | --------------------------- |
| ↓ Asuncion Bowl – Kategorie: G2 ↓ |                             |                             |
| 1993                              | Márcio Carlsson             | Mariana Díaz-Oliva          |
| ↓ Kategorie: G1 ↓                 |                             |                             |
| 1994                              | Federico Browne             | Miriam D’Agostini           |
| 1995                              | Mariano Zabaleta            | Jitka Schönfeldová          |
| 1996                              | Mariano Puerta              | Amélie Mauresmo             |
| 1997                              | Nicolás Massú               | Melissa Middleton           |
| 1998                              | Edgardo Massa               | Clarisa Fernández           |
| 1999                              | Guillermo Coria             | Virginie Razzano            |
| 2000                              | Thiago Alves                | Renata Voráčová             |
| 2001                              | Gilles Müller               | Ashley Harkleroad           |
| 2002                              | Marcel Felder               | María José Argeri           |
| 2003                              | Matías Niemiz               | Vojislava Vukić             |
| 2004                              | Lukáš Lacko                 | Irina Kotkina               |
| 2005                              | Leonardo Mayer              | Nikola Fraňková             |
| 2006                              | Nicolas Santos              | Teliana Pereira             |
| 2007                              | Daniel Evans                | Julia Glushko               |
| 2008                              | José Pereira                | Bianca Botto                |
| 2009                              | José Pereira                | Camila Silva                |
| 2010                              | Renzo Olivo                 | Verónica Cepede Royg        |
| 2011                              | Thiago Monteiro             | Montserrat González         |
| 2012                              | Gianluigi Quinzi            | Chalena Scholl              |
| 2013                              | Johan Tatlot                | Camila Giangreco Campiz     |
| 2014                              | Orlando Luz                 | Fanny Stollár               |
| 2015                              | Tomás Barrios Vera          | Beatrice Torelli            |
| 2016                              | Tomás Martín Etcheverry     | Morgan Coppoc               |
| 2017                              | Constantin Bittoun Kouzmine | Whitney Osuigwe             |
| 2018                              | Nicolás Mejía               | María Camila Osorio Serrano |
| 2019                              | Carlos Gimeno Valero        | Charlotte Chavatipon        |
| 2020                              | Luciano Darderi             | Dana Guzmán                 |
| 2021                              | Bruno Kuzuhara              | Petra Marčinko              |

### Doppel
| Jahr                              | Herren                                         | Damen                                        |
| --------------------------------- | ---------------------------------------------- | -------------------------------------------- |
| ↓ Asuncion Bowl – Kategorie: G2 ↓ |                                                |                                              |
| 1993                              | Nicolas Lapentti Carlos José Tori              | María Inés Araiz Mariana Díaz-Oliva          |
| ↓ Kategorie: G1 ↓                 |                                                |                                              |
| 1994                              | Guillermo Cañas Martín Alberto García          | Christina Moros Stephanie Nickitas           |
| 1995                              | Yohny Romero Roberto Suárez Candelario         | Brie Rippner Jessica Steck                   |
| 1996                              | Kevin Kim Michael Russell                      | Lilia Osterloh Samantha Reeves               |
| 1997                              | Fernando González Nicolás Massú                | Cara Black Irina Seljutina                   |
| 1998                              | Ignacio González-King Edgardo Massa            | Lindsay Dawaf Lauren Kalvaria                |
| 1999                              | Lee Childs Simon Dickson                       | Eugenia Chailvo Erica Krauth                 |
| 2000                              | Lee Childs James Nelson                        | Eugenia Chailvo Maria-Emilia Salerni         |
| 2001                              | Ryan Henry Todd Reid                           | Eva Hrdinová Ema Janasková                   |
| 2002                              | Martin Stiegwardt Horia Tecău                  | Megan Falcon Tetjana Luschanska              |
| 2003                              | Fabio Fognini Gianluca Naso                    | Virginia Donda Laura Vallverdú-Zafra         |
| 2004                              | Frederico Marques Eduardo Schwank              | Liset Brito-Herrera Florencia Molinero       |
| 2005                              | Dušan Lojda Jan Marek                          | Nikola Fraňková Kateřina Kramperová          |
| 2006                              | Thomas Fabbiano Daniel Alejandro López         | Alexandra Dulgheru Roxane Vaisemberg         |
| 2007                              | Guillermo Rivera Aránguiz Ricardo Urzúa Rivera | Misaki Doi Kurumi Nara                       |
| 2008                              | Marcelo Arévalo Christopher Díaz Figueroa      | Anna Berta Sandra Zaniewska                  |
| 2009                              | Patrik Brydolf Sam Weissborn                   | Jana Čepelová Vivien Juhászová               |
| 2010                              | Hugo Dellien Diego Hidalgo                     | Ellen Allgurin Anna-Lena Friedsam            |
| 2011                              | Juan Ignacio Londero João Pedro Sorgi          | Daria Salnikowa Wiktorija Tomowa             |
| 2012                              | Juan Ignacio Galarza Mateo Nicolás Martínez    | Montserrat González Beatriz Haddad Maia      |
| 2013                              | Stefan Kozlov Spencer Papa                     | Francesca Gariglio Giorgia Marchetti         |
| 2014                              | Orlando Luz João Menezes                       | Usue Maitane Arconada Renata Zarazúa         |
| 2015                              | Manuel Peña López Gabriel Rovery Sidney        | Lara Escauriza María José Portillo Ramírez   |
| 2016                              | Felipe Meligeni Alves Matías Soto              | Mirjam Björklund María José Portillo Ramírez |
| 2017                              | Constantin Bittoun Kouzmine Matías Soto        | Fernanda Labrana Helene Pellicano            |
| 2018                              | Drew Baird Nicolás Mejía                       | Ana Makatsaria Alexa Noel                    |
| 2019                              | Shunsuke Mitsui Keisuke Saitoh                 | Shavit Kimchi Alexandra Vagramov             |
| 2020                              | Luciano Darderi Mario Mansilla Diez            | Matilde Paoletti Asia Serafini               |
| 2020                              | Maximilian Homberg Neo Niedner                 | Annabelle Xu Valencia Xu                     |